# Universidade da Carolina do Norte em Chapel Hill
A Universidade da Carolina do Norte em Chapel Hill (em inglês University of North Carolina at Chapel Hill) é uma instituição de ensino superior pública situada em Chapel Hill, Carolina do Norte, Estados Unidos. Fundada em 1789, a universidade começou a matricular estudantes em 1795, tornando-se uma das mais antigas universidades públicas dos Estados Unidos.
A universidade oferece graus em mais de 70 cursos de estudo e é administrativamente dividida em 13 escolas profissionais separadas e uma unidade primária, a Faculdade de Artes e Ciências. Está classificado entre "R1: Universidades Doutorais – Muito alta atividade de pesquisa" e é membro da Associação de Universidades Americanas (AAU). A National Science Foundation classificou a UNC-Chapel Hill em 13º lugar entre as universidades americanas em gastos com pesquisa e desenvolvimento em 2021, com US$ 1,2 bilhão. Como uma universidade pública altamente classificada, também é considerada uma hera pública.
O campus abrange 760 acres (310 ha), abrangendo o Planetário Morehead e as muitas lojas e lojas localizadas na Franklin Street. Os alunos podem participar de mais de 550 organizações estudantis oficialmente reconhecidas. UNC Chapel Hill é um dos membros fundadores da Atlantic Coast Conference, que foi fundada em 14 de junho de 1953. As equipes atléticas da universidade competem como os Tar Heels.